# Monarch of the Seas
Monarch of the Seas, posteriormente MS Monarch, foi um navio de cruzeiro. Foi operado pela companhia norte-americana Royal Caribbean International, entre 1991 e 2013. A sueca Karin Stahre Janson assumiu o comando da embarcação em 2007, tornando o Monarch o primeiro grande navio de cruzeiros a ser comandado por uma mulher.
Em 2013 o navio passou a ser operado pela filial espanhola do grupo Royal Caribbean, a Pullmantur Cruises. Desde então, tem realizado roteiros no Caribe e no Norte da Europa.
Em 2016, foi o primeiro navio a realizar o cruzeiro Caribe Lendário, lançado pela Pullmantur como novidade da temporada 2016/2017. O novo roteiro passa pelos portos de Cartagena (Colômbia), George Town (Grand Cayman), Montego Bay (Jamaica), Puerto Limón (Costa Rica) e Colón (Panamá).
A 18 de Setembro de 2017, o navio sairá de Lisboa num cruzeiro exclusivamente para gays, transportando 2200 viajantes de 85 nacionalidades, entre os quais 35 portugueses. Foi a primeira vez que este cruzeiro, que já vai na sétima edição, partiu do porto de Lisboa. O cruzeiro passa pela Ilha da Madeira, La Palma, La Gomera, Tenerife, Lanzarote, terminando em Gran Canaria.
O navio foi encalhado em Aliaga na Turquia no final de julho de 2020 para ser desmanchado junto com o navio MS Sovereign após a crise da Pullmantur devido a pandemia.